# Corydalis angustifolia
Corydalis angustifolia là một loài thực vật có hoa trong họ Anh túc. Loài này được (M.Bieb.) DC. mô tả khoa học đầu tiên năm 1821.